# Alexander Edmondson
Alexander Edmondson, född den 22 december 1993 i Miri i Malaysia, är en australisk tävlingscyklist.
Han tog OS-silver i lagförföljelse i samband med de olympiska tävlingarna i cykelsport 2016 i Rio de Janeiro.